# Otto-Iivari Meurman

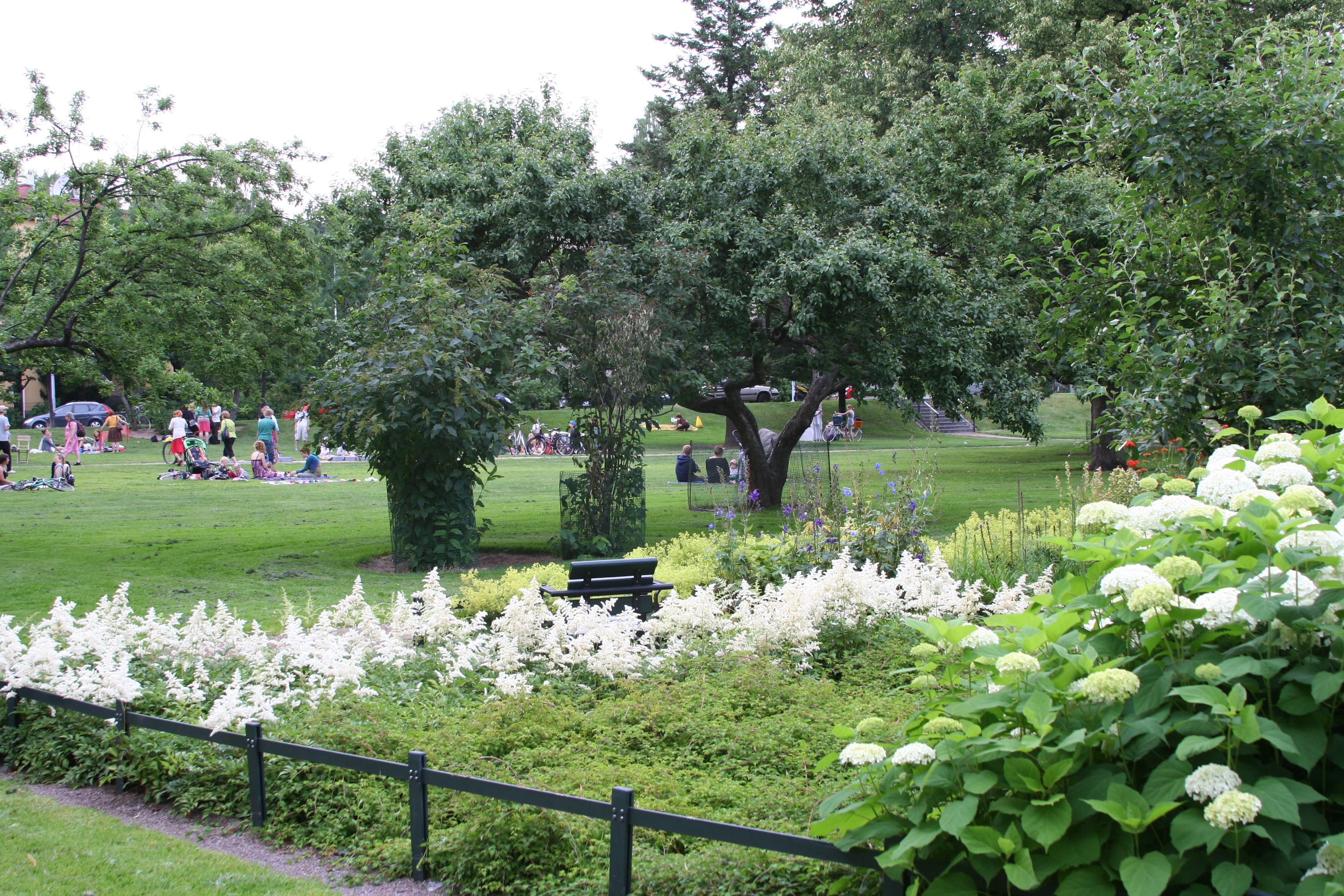
Otto-Iivari Meurmans-parken i Kottby i Helsingfors.

Otto-Iivari Meurman [ot:o i:vari mö:rman], född 4 juni 1890 i Ilmola, död 19 augusti 1994 i Helsingfors, var en finländsk arkitekt och stadsplanerare. Han arbetade som stadsplaneringsarkitekt i Viborg 1918–1937 och som Finlands första professor i stadsplanering 1940–1959 vid Tekniska högskolan i  Helsingfors. Han var bror till Olavi Meurman.

## Biografi
Otto-Iivari Meurman släkt bestod av flera kända politiker som Agathon Meurman och Karl Ferdinand Ignatius. Fadern Otto Meurman var läkare. Otto-Iivari studerade först på Ateneum och började sedan på Tekniska högskolan där han tog examen 1914. Dessutom arbetade han i Eliel Saarinens ateljé i Munksnäs. Meurman utsågs till kommissarie för den första finländska bostadskongressen 1917. Under 1920-talet följde stadsplanen för Trä-Kottby i Helsingfors som blev vägledande för arkitekturen i Finland. 
Meurman utmärkte sig genom att ansvara för över 60 finländska kommunala stadsplaner. Stadsplanerna i bland annat Viborg, Joensuu, Kajana, Karhula, Riihimäki, Torneå och Grankulla är gjorda av Meurman. Hans största verk är Viborgs stadsplan där han var stadens förste stadsplanearkitekt 1918–1937. Hagalunds nya trädgårdsstad (1945–1947) i Esbo utanför Helsingfors var en vägvisare för modernt förortsbyggande i Finland och rönte intresse också utomlands. Hagalund gick tillbaka på den allmännyttiga sammanslutningen Asuntosäätiö som på initiativ av Heikki von Hertzen grundats för att lösa bostadsbristen och utveckla socialt bostadsbyggande. Meurman lämnade projektet när man beslutade att bygga höghus, vilket gick emot Meurmans stadsplaneringsideal. 
Han undervisade på Tekniska högskolan fram till 1959 och sedan ytterligare två år på Uleåborgs universitet. Meurmans viktigaste verk är boken Asemakaavaoppi ("Stadsplaneringslära") från 1947. Boken var länge den mest använda läroboken inom stadsplanering i Finland. Efter pensioneringen engagerade han sig för bevarandet av äldre byggnader i Finland och var verksam som debattör inom stadsplaneringsfrågor ända upp till 100 års ålder som en arkitekturens och stadsplaneringens grand old man.
Ett pris uppkallat efter honom, Otto-Iivari Meurman-priset, instiftades 2011 av Finlands arkitektförbund.